# Umi no Ue no Shinryoujo
Umi no Ue no Shinryoujo (海の上の診療所?)  es un drama médico japonés de romance protagonizado por Shōta Matsuda y Emi Takei. Fue emitido por primera vez el 14 de octubre de 2013.

## Reparto
- Shōta Matsuda como el doctor Kouta Sezaki.
- Emi Takei como la enfermera Mako Togami.
- Norika Fujiwara como Uchimura Aoi.
- Sota Fukushi como Misaki Noboru.
- Yoshiyoshi Arakawa como Hiuchi Akira.
- Yukio Ueno como Yamanaka Carlos Yohei.
- Yuichi Tsuchiya como Maejima Kunihiro.
- Takefumi Kurashina como Takase Shinkichi (ep1-5,7,9,11).
- Masaomi Hiraga (ep1-3,5,7-11).
- Sakamoto-chan (坂本ちゃん) (ep1-3,5,7-11).
- Erika Toda como Hatori Hikaru (ep1-7).
- Terajima Susumu como Kaito Takeshi.
- Aso Yumi como Sezaki Reiko (ep1-7,9-11).

### Mujeres de las que se enamora
- Ai Kato es Murakami Mitsuki (ep1).
- Mariko Shinoda es Tachibana Kaoru (ep2).
- Kaho es Shiomi Rika (ep3).
- Miori Takimoto es Fujii Michiru (ep4).
- Yumi Adachi es Uemura Eriko (ep5).
- Kie Kitano es Okazaki Izumi (ep6).
- Nozomi Sasaki es Shirai Aki (ep8).
- Nana Eikura es Uchimura Tomoe (ep9).
- Miki Mizuno es Takiyama Haruko (ep10).

### Otros
- Kataoka Tsurutaro as Murakami Michinori (ep1).
- Takahashi Tsutomu as Miyawaki Takuya (ep1).
- Takahashi Kaori as Miyawaki Masako (ep1).
- Ikuta Erika (ep1).
- Sakurai Reika (ep1).
- Ito Marika (伊藤万理華) (ep1).
- Ninomiya Hiroko (二宮弘子) (ep1).
- Yoshida Saya (吉田幸矢) (ep1).
- Onda Emiko (恩田恵美子) (ep1).
- Yamaura Sakae (山浦栄) (ep1).
- Ashidachi Tatsuya (足立龍弥) (ep1).
- Katsube Nobuyuki as Katayama Kenzo (ep2).
- Yasoda Yuichi (八十田勇一) as Masuda Kiyoshi (ep2).
- Takagi Serai as Katayama Ryo (ep2).
- Minagawa Sarutoki as Kumano Naoya (ep3).
- Ito Tatsuya (伊藤竜也) as Takayama Kazuki (ep3).
- Ishida Ayumi as Shiomi Chizuru (ep3).
- Tsuyoshi Abe es Ikeda Haruo (ep4).
- Domoto Yoshiki (堂本佳希) (ep4).
- Ito Masahiro (伊藤正博) (ep4).
- Asada Miyoko as Uemura Yoshie (ep5).
- Uchida Atsuto (内田篤人) (ep5).
- Otake Koichi (大竹浩一) (ep5).
- Nishikawa Yoshikazu (西川喜一) (ep5).
- Kinugasa Riyo (衣笠梨代) as TV announcer (ep5).
- Nakamura Hitomi (中村仁美) as TV announcer (ep5).
- Tamura Ryo as Uemura Shigeru (ep5).
- Kusamura Reiko as Okita Tomiko (ep6).
- Kobayashi Kinako as Higuchi Moe (ep6).
- Kikuchi Kinya as Okita Kazutoshi (ep6).
- Maruyama Tomomi as Makino Shinya (ep7).
- Riko Yoshida es Shirai Miwa (ep8).
- Yazaki Hiroshi as Imai Naoto (ep8).
- Matsumura Mio (松村未央) (ep8).
- Ishiguro Hideo as Hoshino Takehiro (ep9).
- Umezawa Masayo as Yayoi (ep9).
- Tonesaku Toshihide as Ikegami Shingo (ep10).
- Akaza Miyoko as Hisamatsu Junko (ep10).
- Shimizu Koji as Hisamatsu Yasuo (ep10).
- Mori Kouko as Yae (ep10).
- Takahashi Hitomi as Fujii Maki (ep11).
- Nakamaru Shinsho as Nakazawa Norio (ep11).
- Suda Kohaku as Nakazawa Ayumi (ep11).
- Ichihara Kiyohiko (市原清彦) (ep11).
- Noma Yoko (野間洋子) as Shizuko (ep11).
- Suwabe Hitoshi (ep11).
- Katsukura Keiko (勝倉けい子) (ep11).
- Kawagoe Tamaki (川越たまき) (ep11).

## Sinopsis
El doctor Kouta Sezaki trabaja en un barco de la clínica, y navega alrededor del mar interior de Seto.
Es talentoso en su profesión, pero tiene una debilidad para enamorarse fácilmente de las mujeres. Cuando aterriza en una isla, Kouta se enamora de una mujer de ese lugar y trata de resolver un problema médico que tiene esa mujer y hace que otras personas se involucren en su situación. 
Sin embargo, el doctor Kouta Sezaki es rechazado por esa mujer y, con tristeza, se mueve a la siguiente isla. ¿Quién será capaz de reparar el corazón del doctor Kouta?.